# Сикоз
Сико́з (лат. Sycosis, Sycosis vulgaris) — піодермічне захворювання, яке найчастіше спричинює стафілокок та уражає волосяні фолікули у ділянках бороди, вусів, волосистої частини голови, лобка. Характеризується утворенням пустул із запальною інфільтрацією та ущільненням шкіри навколо них з характерним синюшним кольором.

## Перебіг хвороби
Запалення волосяних фолікулів виникає в результаті їхнього інфікування бактеріями виду лат. Staphylococcus aurus. Найчастіше в чоловіків 30-40 років вражаються волосяні фолікули у ділянці бороди (лат. sycosis barbae).
Характерна поява на запаленій шкірі фолікулітів, які можуть зливатися у великі вогнища. Поступово вони прориваються та утворюють гнійні корки з волосинами. Волосини, видалені з уражених фолікулів, зазвичай, вкриті склоподібною муфтою. Захворювання часто рецидивує та важко піддається лікуванню.

## Лікування
Терапію призначає дерматолог. Лікування тривале, в процесі застосовуються такі групи лікарських препаратів:
- Антибіотики — у вигляді синтоміцинової та гентаміцинової мазей, у таблетках і у вигляді в/м ін'єкцій тетрацикліном, хлортетрацикліном і т. д. Також пеніцилін, хлортетрациклина гідрохлорид (біоміцин), окситетрациклін (терраміцин) 600 000—800 000 ОД на добу (протягом 10 днів), 5 % сірчано-танінова або борно-нафталанна мазь, 10 % синтоміцинова емульсія.
- Глюкокортикостероїдні гормони
- Примочки з дезінфекційними розчинами (2 % розчин борної кислоти, марганцівка, резорцин, розчин риванолу 1:1000), синтоміцинова емульсія — при загостренні, для виключення повторного обсіменіння мікробною флорою та розм'якшення утворениз корок.
- Спиртові розчини анілінових барвників. Діамантовий зелений або метиленовий синій — у вигляді розчину використовується для обробки уражених ділянок (при відсутності гною), розчином йоду змащується зона навколо вогнища. Фукорцин.
- Загальзміцнювальні засоби, полівітаміни.
- Препарати заліза, седативні засоби (для запобігання розладів нервової системи).
- Препарати цинку (для поліпшення обміну речовин).
- Дієтотерапія (заборона на алкоголь, солодкі, гострі, пряні та солоні продукти).
- Рекомендовано фізіотерапію, лазаротерапію й УФ-лікування.

Якщо спостерігається велике ураження шкіри, застосовують специфічні імунопрепарати: стафілококовий антифагин, стафілококова вакцина (ауто- та полівакцина). Аутогемотрансфузії (переливання крові або аутогемотерапія) — сумнівний спосіб лікування.
Не можна мочити уражену шкіру; здорову шкіру навколо протирають 1 % саліциловим спиртом. Одночасно проводять лікування хронічного риніту, запалень придаткових пазух носа, призначають засоби, які нормалізують функцію ендокринної та нервової систем; залежно від результатів обстеження можуть бути показані як чоловічі, так і жіночі статеві гормони.
На уражених ділянках не рекомендується гоління. Якщо ж треба, то його рекомендують дезінфікованою електробритвою після попереднього припудрювання шкіри.

## Профілактика
Своєчасна обробка мікротравм, лікування риніту, кон'юнктивіту і т. ін., а також правильний догляд за шкірою.